# Bulbophyllum siederi
Bulbophyllum siederi là một loài phong lan thuộc chi Bulbophyllum.